# Embudo Büchner

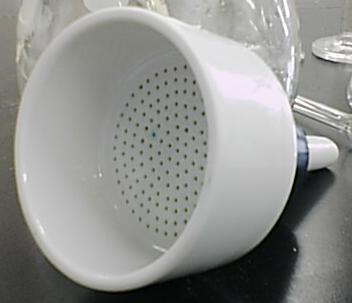
Embudo Büchner de porcelana. Se observan los orificios de la base.

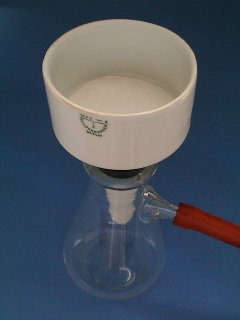
Un embudo Büchner conectado a un kitasato y a una bomba de vacío.

Un embudo Büchner es una pieza del material de laboratorio químico utilizado para realizar filtraciones al vacío o filtración a presión asistida. Tradicionalmente se produce en porcelana, por lo que se lo clasifica entre el material de porcelana. Pero también hay disponibles en vidrio y plástico, a causa de su bajo costo y menor fragilidad, utilizados principalmente en escuelas secundarias.

## Diseño
Se ha atribuido erróneamente su diseño al Premio Nobel de Química, Eduard Buchner, pero actualmente se atribuye su diseño al químico industrial, Ernst Büchner.

## Estructura y usos
Sobre la parte con forma de embudo hay un cilindro separado por una placa de porcelana perforada, con pequeños orificios. El material filtrante (usualmente papel de filtro) se recorta con forma circular y se coloca sobre la placa. El líquido a ser filtrado es volcado dentro del cilindro, y succionado  a través de la placa cribada por una bomba de vacío creado con el efecto Venturi, mediante un kitasato y una corriente de agua.
Antes de colocar el papel de filtro debe recortarse de manera que tape los orificios de la porcelana pero sin que quede levantado por las paredes laterales. Para ello, el papel se humedece con agua destilada para fijarlo a la base. El embudo está provisto de un anillo o junta de caucho, de forma troncocónica, que encaja perfectamente en la boca de un matraz de Erlenmeyer con tubuladura lateral, llamado kitasato.
Este tipo de embudo se utiliza en las filtraciones de suspensiones que contienen partículas sólidas grandes. Si se realiza con sólidos pequeños, al realizar el vacío y al ser succionado, puede pasar al kitasato. Cuando el líquido filtrado es importante y debe recogerse, es conveniente colocar una trampa entre el Erlenmeyer que recibe el filtrado y la trompa de agua o trompa de succión, porque existe el peligro de que el agua retorne y contamine el filtrado.
El embudo, originalmente, era empleado para filtraciones con placas de amianto que se realizaban poniendo amianto humedecido sobre la placa con orificios y luego se calcinaba, quedando una "torta" dura de amianto como elemento de filtración (por ello es de cerámica).